# Pathankot
Pathankot (bengali: পাথানকোট, sanskrit: पठानकोट, urdu: پٹھان کوٹ) är en ort i Indien.   Den ligger i distriktet Pathankot och delstaten Punjab, i den norra delen av landet, 400 km norr om huvudstaden New Delhi. Pathankot ligger 337 meter över havet och antalet invånare är 174 306.
Terrängen runt Pathankot är platt. Runt Pathankot är det ganska tätbefolkat, med 214 invånare per kvadratkilometer. Pathankot är det största samhället i trakten. Trakten runt Pathankot består till största delen av jordbruksmark.